# عمرو جمال
عمرو جمال  لاعب كرة قدم مصري يلعب لنادي فاركوومنتخب مصر لكرة القدم في مركز المهاجم. بدأ عمرو جمال مسيرته الرياضية عام 2010 مع نادي الألومنيوم ثم انتقل إلى النادي الأهلي عام 2010، لعب لمنتخب الشباب، وفي 2013 اختاره كابتن شوقي غريب المدير الفني ليكون ضمن صفوف المنتخب المصري.

## السيرة الذاتية
من مواليد نجع حمادى محافظة قنا عام 1991، لعب في نادي الألومنيوم، وفي 2010 انضم عمرو جمال إلى الاهلى قادما من نادى الالومنيوم في صفقة قدرت ب 300 الف جنية، ولعب وقتها في فريق الاهلى تحت 18 عام، كان عمرو جمال أحد لاعبى منتخب مصر للشباب، وفي أكتوبر 2013 تم تصعيده للفريق الأول، وقام بتجديد تعاقده مع الاهلى لمدة خمسة سنوات، وانتقل معارًا إلى بيدفيست ويتس لمدة موسم أما حاليا فهو يلعب مهاجم لنادي فاركو الرياضي الذي انتقل من دوري الدرجة الثانية لأول مره موسم 2021

## إحصائيات مشاركاته
آخر تحديث في 20 فبراير 2019

### مع الأندية
| الفريق  | الموسم    | الدوري  | الدوري | الكأس   | الكأس | البطولات القارية | البطولات القارية | بطولات أخرى[2] | بطولات أخرى[2] | الإجمالي | الإجمالي |
| الفريق  | الموسم    | مشاركات | أهداف  | مشاركات | أهداف | مشاركات          | أهداف            | مشاركات        | أهداف          | مشاركات  | أهداف    |
| ------- | --------- | ------- | ------ | ------- | ----- | ---------------- | ---------------- | -------------- | -------------- | -------- | -------- |
| الأهلي  | 2012–2013 | 1       | 1      | 0       | 0     | 0                | 0                | —              | —              | 1        | 1        |
| الأهلي  | 2013–2014 | 21      | 9      | 3       | 2     | 15               | 6                | 1              | 0              | 40       | 17       |
| الأهلي  | 2014–2015 | 11      | 3      | 3[1]    | 0     | 6                | 2                | —              | —              | 20       | 5        |
| الأهلي  | 2015–2016 | 19      | 4      | 5       | 0     | 8                | 1                | —              | —              | 32       | 5        |
| الأهلي  | 2016–2017 | 16      | 1      | 4       | 4     | 4                | 2                | 2              | 0              | 26       | 7        |
| الأهلي  | 2017–2018 | 0       | 0      | 0       | 0     | 0                | 0                | —              | —              | 0        | 0        |
| الأهلي  | الإجمالي  | 68      | 18     | 15      | 6     | 33               | 11               | 3              | 0              | 119      | 35       |
| بيدفيست | 2016–2017 | 13      | 2      | 6       | 3     | 0                | 0                | —              | —              | 19       | 5        |
| بيدفيست | الإجمالي  | 13      | 2      | 6       | 3     | 0                | 0                | —              | —              | 19       | 5        |
| هلسنكي  | 2018      | 13      | 1      | 3       | 0     | 0                | 0                | —              | —              | 15       | 1        |
| هلسنكي  | الإجمالي  | 13      | 1      | 3       | 0     | 0                | 0                | —              | —              | 15       | 2        |
| الأهلي  | 2018–2019 | 0       | 0      | 0       | 0     | 0                | 0                | —              | —              | 0        | 0        |
| الأهلي  | الإجمالي  | 0       | 0      | 0       | 0     | 0                | 0                | —              | —              | 0        | 0        |

### مع النادي الأهلي
آخر تحديث في 10 مايو 2018
| الدوري  | الدوري | الكأس   | الكأس | كأس السوبر | كأس السوبر | الكئوس الأفريقية | الكئوس الأفريقية | الكئوس العالمية | الكئوس العالمية | الكئوس العربية | الكئوس العربية | المجموع الكلي | المجموع الكلي |
| مشاركات | أهداف  | مشاركات | أهداف | مشاركات    | أهداف      | مشاركات          | أهداف            | مشاركات         | أهداف           | مشاركات        | أهداف          | مشاركات       | أهداف         |
| ------- | ------ | ------- | ----- | ---------- | ---------- | ---------------- | ---------------- | --------------- | --------------- | -------------- | -------------- | ------------- | ------------- |
| 68      | 18     | 14      | 6     | 1          | 0          | 33               | 11               | 1               | 0               | 2              | 0              | 119           | 35            |

## المسيرة الدولية
في 5 مارس 2014، بدأ عمرو جمال مسيرته الدولية بمشاركته في مباراة منتخب مصر ضد منتخب البوسنة والهرسك.

### الأهداف الدولية
| #              | التاريخ                         | الملعب                            | الخصم    | النتيجة النهائية | البطولة                                    |                                 |
| -------------- | ------------------------------- | --------------------------------- | -------- | ---------------- | ------------------------------------------ | ------------------------------- |
| [ 2 ]          | 30 أغسطس 2014                   | ستاد أسوان، أسوان، مصر            | كينيا    | 0 – 1            |                                            | مباراة ودية                     |
| 1              | 15 أكتوبر 2014                  | ستاد القاهرة الدولي، القاهرة، مصر | بوتسوانا | 0 – 1            | تصفيات كأس الأمم الأفريقية لكرة القدم 2015 | تصفيات كأس الأمم الأفريقية 2015 |
| 11 أكتوبر 2015 | ستاد محمد بن زايد، القاهرة، مصر | قالب:زامبياا                      | 0 – 1    |                  |                                            |                                 |

## الجوائز والإنجازات

### الإنجازات مع النادي أو المنتخب
| النادي أو المنتخب | البطولة                     | مرات الفوز | الأعوام أو المواسم |
| ----------------- | --------------------------- | ---------- | ------------------ |
| الأهلي            | دوري أبطال أفريقيا          | 1          | 2013               |
| الأهلي            | كأس السوبر الأفريقي         | 1          | 2014               |
| الأهلي            | الدوري المصري الممتاز       | 2          | 2014، 2015         |
| الأهلي            | كأس السوبر المصري           | 2          | 2014، 2015         |
| الأهلي            | كأس الكونفيدرالية الأفريقية | 1          | 2014               |

## الإصابة
أصيب عمرو جمال في 27 أكتوبر بقطع في الرباط الصليبي للركبة وذلك بعد بداية مباراة الأهلي مع الأسيوطي في الدوري المصري الممتاز 2014–15 بأربع دقائق فقط. وقد أعلن الجهاز الطبي للنادي الأهلي أن اللاعب سيغيب عن الملاعب لستة أشهر نتيجة الإصابة.

## روابط خارجية
- عمرو جمال على موقع الاتحاد الدولي (مؤرشف)  (الإنجليزية)
- عمرو جمال على موقع الاتحاد الأوربي (الإنجليزية)
- عمرو جمال على موقع قاعدة بيانات كرة القدم.إي يو (الإنجليزية)
- عمرو جمال على موقع ناشيونال فوتبول تيمز (الإنجليزية)
- عمرو جمال على موقع Soccerway.com (الإنجليزية)
- عمرو جمال على موقع عالم كرة القدم.نت (الإنجليزية)